# Prime Prine: The Best of John Prine
Prime Prine: The Best of John Prine è la prima raccolta della discografia di John Prine, pubblicato dalla Atlantic Records nel 1976.

## Tracce
Brani composti da John Prine.
Lato A
1. Sam Stone – 4:14 – Tratto dall'album: John Prine (1971)
2. Saddle in the Rain – 3:30 – Tratto dall'album: Common Sense (1975)
3. Please Don't Bury Me – 2:47 – Tratto dall'album: Sweet Revenge (1973)
4. The Great Compromise – 4:57 – Tratto dall'album: Diamond in the Rough (1972)
5. Grandpa Was a Carpenter – 2:11 – Tratto dall'album: Sweet Revenge (1973)
6. Donald and Lydia – 4:27 – Tratto dall'album: John Prine (1971)

Durata totale: 22:06
Lato B
1. Illegal Smile – 3:10 – Tratto dall'album: John Prine (1971)
2. Sweet Revenge – 2:58 – Tratto dall'album: Sweet Revenge (1973)
3. Dear Abby – 4:10 – Tratto dall'album: Sweet Revenge (1973)
4. Souvenirs – 3:32 – Tratto dall'album: Diamonds and Rough (1972)
5. Come Back to Us Barbara Lewis Hare Krishna Beauregard – 3:16 – Tratto dall'album:  Common Sense (1975)
6. Hello in There – 4:29 – Tratto dall'album: John Prine (1971)

Durata totale: 21:35

## Musicisti
Sam Stone
- John Prine - voce, chitarra acustica
- Reggie Young - chitarra solista
- Leo LeBlanc - chitarra pedal steel
- John Christopher - chitarra ritmica
- Bobby Emmons - organo
- Bobby Woods - pianoforti
- Mike Leach - basso
- Gene Christman - batteria
- Bishop Heywood - percussioni

Saddle in the Rain
- John Prine - voce, chitarra acustica
- Steve Goodman - chitarra acustica
- Steve Cropper - chitarra elettrica
- Alan Hand - pianoforte
- James Brown - organo
- Wayne Jackson - strumenti a fiato
- Andrew Love - strumenti a fiato
- Jack Hale - strumenti a fiato
- James Mitchell - strumenti a fiato
- Lewis Collins - strumenti a fiato
- Donald Duck Dunn - basso
- Peter Bunetta - batteria
- Mailto Correa - congas
- Brooks Hunnicutt - accompagnamento vocale, coro
- Pat Coulter - accompagnamento vocale, coro
- Gwenn Edwards - accompagnamento vocale, coro

Please Don't Bury Me
- John Prine - voce solista, chitarra acustica
- Reggie Young - chitarra elettrica
- Steve Goodman - chitarra acustica solista
- John Christopher - chitarra acustica
- Dave Prine - dobro
- Mike Leach - basso
- Kenny Malone - batteria
- Raun MacKinnon - armonie vocali

The Great Compromise
- John Prine - voce, chitarra acustica

Grandpa Was a Carpenter
- John Prine - voce, chitarra acustica
- Reggie Young - chitarra elettrica solista
- Steve Goodman - chitarra acustica solista (e assolo)
- John Christopher - chitarra acustica
- Dave Prine - banjo
- Mike Leach - basso
- Kenny Malone - batteria

Donald and Lydia
- John Prine - voce, chitarra acustica
- Reggie Young - chitarra solista
- Leo LeBlanc - chitarra pedal steel
- John Christopher - chitarra ritmica
- Bobby Emmons - organo
- Bobby Wood - pianoforti
- Mike Leach - basso
- Gene Christman - batteria
- Bishop Heywood - batteria

Illegal Smile
- John Prine - voce, chitarra acustica
- Reggie Young - chitarra solista
- Leo LeBlanc - chitarra pedal steel
- John Christopher - chitarra ritmica
- Bobby Emmons - organo
- Bobby Wood - pianoforti
- Mike Leach - basso
- Gene Christman - batteria
- Bishop Heywood - percussioni

Sweet Revenge
- John Prine - voce solista, chitarra acustica
- Reggie Young - chitarra elettrica solista
- Steve Goodman - chitarra elettrica
- David Briggs - pianoforte, organo
- Mike Leach - basso
- Kenny Malone - batteria, tamburello
- Cissy Houston - accompagnamento vocale, coro
- Deidre Tuck - accompagnamento vocale, coro
- Judy Clay - accompagnamento vocale, coro

Dear Abby
- John Prine - voce, chitarra acustica

Souvenirs
- John Prine - voce, chitarra acustica
- Steve Goodman - chitarra acustica, armonie vocali

Come Back to Us Barbara Lewis Hare Krishna Beauregard
- John Prine - voce, chitarra acustica
- Paul Cannon - chitarra elettrica
- Steve Goodman - chitarra elettrica
- Rick Vito - chitarra acustica slide
- Leo LeBlanc - chitarra steel
- Larry Muhoberac - pianoforte
- James Brown - organo
- Tommy Cathey - basso
- Peter Bunetta - batteria
- Bonnie Raitt - armonie vocali

Hello in There
- John Prine - voce, chitarra acustica
- Reggie Young - chitarra solista
- John Christopher - chitarra ritmica
- Leo LeBlanc - chitarra pedal steel
- Bobby Emmons - organo
- Bobby Wood - pianoforte
- Mike Leach - basso
- Gene Christman - batteria
- Bishop Heywood - percussioni[1]